# Stilon Gorzów Wielkopolski (koszykówka kobiet)
Stilon Gorzów Wielkopolski – polski żeński klub koszykarski z Gorzowa Wielkopolskiego istniejący w latach 1957–1998.

## Historia klubu
Drużynę koszykówki kobiet w Gorzowie Wielkopolskim utworzono w 1957 roku jako jedna z sekcji wielosekcyjnego ZKS Stilonu. W 1961 roku po wygraniu rozgrywek w klasie A, w sezonie 1961/1962 gorzowskie koszykarki zadebiutowały w II lidze. Po spadku w 1962 roku zawieszono działalność zespołu.
W 1984 roku działalność reaktywowano po przejęciu beniaminka II ligi – sekcji koszykarskiej MKS Znicz Gorzów Wielkopolski. W sezonie 1988/1989 gorzowianki po zwycięstwie z Widzewem Łódź zajęły pierwsze miejsce w swojej grupie i wywalczyły awans do najwyższej klasy rozgrywkowej. W debiutanckim sezonie w najwyższej klasie rozgrywkowej drużyna gorzowska zakwalifikowała się do baraży, w których dwukrotnie pokonała Widzew Łódź 62:58 i 66:49. Gorzowianki grały nieprzerwanie na najwyższym szczeblu rozgrywek do sezonu 1997/1998, plasując się na miejscach w środku tabeli (najwyższe 6 miejsca w sezonach 1991/1992, 1994/1995 i 1997/1998). W latach 1996–1998 w II lidze rywalizował drugi zespół Stilonu. 
Gorzowskie koszykarki swoje mecze rozgrywały w dawnej hali Stilonu przy ul. Czereśniowej.
W rozgrywkach europejskich gorzowianki miały szansę wystąpić już po sezonie 1994/1995, w którym zajęły 6 miejsce premiowane udziałem w Pucharze Ronchetti. Jednak z powodu braków finansowych musiały wycofać się i oddać miejsce Włókniarzowi Białystok.
Po rozwiązaniu sekcji w 1998 roku koszykówkę kobiet reaktywowano w stowarzyszeniu pod nazwą Gorzowskie Towarzystwo Koszykówki, skąd w 2001 roku przekazana została ona do AZS AJP.

### Bilans spotkań w I i II lidze
| Mecze | Zwycięstwa | Porażki | Bilans |
| ----- | ---------- | ------- | ------ |
| 407   | 197        | 210     | -13    |

## Osiągnięcia
Młodzieżowe
Mistrzostwa Polski juniorek
- 1. miejsce: 1993, 1998
- 2. miejsce: 1997

Mistrzostwa Polski kadetek
- 1. miejsce: 1993, 1997

## Poszczególne sezony
| Sezon     | Rozgrywki ligowe | Rozgrywki ligowe          | Rozgrywki ligowe | Rozgrywki ligowe | Rozgrywki ligowe | Puchar Polski |
| Sezon     | Poziom           | Liga                      | Mecze            | Bilans           | Miejsce          | Puchar Polski |
| --------- | ---------------- | ------------------------- | ---------------- | ---------------- | ---------------- | ------------- |
| 1957/1958 | 3                | Klasa A                   | ?                | ?                | ?                |               |
| 1958/1959 | 3                | Klasa A                   | ?                | ?                | ?                |               |
| 1959/1960 | 3                | Klasa A                   | ?                | ?                | 3                |               |
| 1960/1961 | 3                | Klasa A                   | ?                | ?                | 2                |               |
| 1961/1962 | 2                | II liga (grupa poznańska) | 18               | 1–17             | 10               |               |
|           |                  |                           |                  |                  |                  |               |
| 1984/1985 | 2                | II liga (grupa północna)  | 22               | 6–16             | 10               |               |
| 1985/1986 | 2                | II liga (grupa północna)  | 22               | 13–9             | 6                |               |
| 1986/1987 | 2                | II liga (grupa północna)  | 22               | 13–9             | 5                |               |
| 1987/1988 | 2                | II liga (grupa północna)  | 22               | 16–6             | 3                |               |
| 1988/1989 | 2                | II liga (grupa północna)  | 24               | 20–4             | 1                |               |
| 1989/1990 | 1                | I liga                    | 20               | 5–15             | 9                |               |
| 1990/1991 | 1                | I liga                    | 41               | 22–19            | 7                |               |
| 1991/1992 | 1                | I liga                    | 43               | 19–24            | 6                |               |
| 1992/1993 | 1                | I liga                    | 35               | 20–15            | 9                |               |
| 1993/1994 | 1                | I liga                    | 29               | 16–13            | 10               |               |
| 1994/1995 | 1                | I liga                    | 27               | 10–17            | 6                |               |
| 1995/1996 | 1                | I liga                    | 34               | 14–20            | 8                |               |
| 1996/1997 | 1                | I liga                    | 25               | 8–17             | 9                |               |
| 1997/1998 | 1                | I liga                    | 35               | 10–25            | 6                |               |

## Koszykarki i trenerzy
W drużynie występowały m.in.: Maria Chwiałkowska, Agnieszka Cichocka, Teresa Cyfer, Katarzyna Czerniak, Małgorzata Danielewicz, Sabina Dereżyńska, Monika Gonciarz, Wioletta Lewandowska, Maria Łącka, Bożena Majewska, Zofia Nużyńska, Alicja Oziembłowska, Celina Podsiadło, Aneta Pohl, Anna Raubo, Julita Robak, Ewa Rucińska, Helena Rutkowska, Marzena Sebastyańska, Elżbieta Spychała, Mariola Stanisławska, Maria Stasik, Alicja Suwary, Beata Szamyjer, Agnieszka Szott, Maria Świątkiewicz, Zofia Urban, Anna Werszler, Beata Wieczorek, Lucyna Wierzbicka, Olga Wierzbicka, Zofia Wołodko i Edyta Żuk.
Trenerami drużyny byli m.in.: Tadeusz Aleksandrowicz, Zbigniew Andersz, Włodzimierz Ćwiertniak, Tadeusz Gawliński, Dariusz Maciejewski i Janusz Wierzbicki.

### Reprezentantki Polski w barwach klubu
Lista zawiera wszystkie polskie koszykarki występujące w drużynie Stilonu Gorzów Wielkopolski, które wystąpiły w przynajmniej jednym spotkaniu reprezentacji Polski.
- Helena Rutkowska  (1986–1998)
- Beata Szamyjer  (1989–1995, 1996–1997)
- Edyta Żuk  (1992–1996)
- Monika Gonciarz  (1992–1998)
- Agnieszka Szott  (1996–1998)
- Wioletta Lewandowska  (1997–1998)

### Koszykarki zagraniczne w barwach klubu
Lista zawiera wszystkie zagraniczne koszykarki występujące w drużynie Stilonu Gorzów Wielkopolski, które wystąpiły w przynajmniej jednym spotkaniu ligowym.
- Nadieżda Barabanszczikowa  (1990–1991)
- Nadieżda Nowikowa / (1990–1992)
- Ludmiła Towstyka / (1991–1992)
- Olga Sieliwiorstowa  (1992–1993)
- Ludmiła Buzmakowa  (1995–1998)
- Wiktoria Kramarowa  (1996–1997)